# Robert Steeples
Robert Steeples (St. Louis, 27 novembre 1989) è un giocatore di football americano statunitense che gioca nel ruolo di cornerback per i Dallas Cowboys della National Football League (NFL). Non selezionato nell'ambito del Draft NFL 2013, fu in seguito ingaggiato dai St. Louis Rams come undrafted free agent. Al college giocò a football presso la University of Memphis.

## Carriera universitaria
Dopo aver frequentato con ottimi risultati sportivi (fu classificato da ESPN.com come il 45º miglior prospetto nel ruolo di cornerback degli Stati Uniti e da Rivals come l'8º miglior prospetto polivalente nello Stato del Missouri) la DeSmet Jesuit high School, Steeples decise di giocare per la University of Memphis con la cui squadra di football, i Tigers, fu redshirt il primo anno, ovvero poteva allenarsi senza però disputare incontri ufficiali. L'anno seguente prese parte a 13 incontri terminando la stagione con 15 tackle (11 da solo e 4 assistiti) e 4 passaggi deflettati, che fecero di Steeples il 3º miglior giocatore dei Tigers in questa statistica.
Nel 2010 disputò nuovamente 13 incontri mettendo tuttavia a segno solo 5 tackle (2-3). Nel 2011 furono per la terza stagione consecutiva 13 gli incontri disputati da Steeples che nel frattempo incrementò i tackle a 21 (12-9), mise a segno 2 passaggi deflettati e per la prima volta scese in campo da titolare nel match contro Arizona State. Nel suo ultimo anno con i Tigers Steeples raddoppiò i tackle messi a segno la stagione precedente (42, di cui 22 da solo e 20 assistiti), salì a 5 passaggi deflettati, recuperò 3 fumble e ritornò in touchdown uno di questi fumble per 27 yard.

### St. Louis Rams
Dopo non esser stato scelto durante il Draft NFL 2013, Steeples firmò come undrafted free agent con i St. Louis Rams il 29 aprile per poi essere svincolato il 26 agosto.

### Minnesota Vikings
Il 10 settembre firmò un contratto con i Vikings che lo inserirono nella squadra di allenamento, nella quale trascorse l'intera stagione prima di essere promosso nel roster dei 53 giocatori attivi alla vigilia del match di settimana 15 che vedeva i Vikings opposti ai Philadelphia Eagles. I Vikings avevano subito molte defezioni tra le loro secondarie ed in particolare nel ruolo di cornerback, e così, dopo l'ennesimo infortunio che costrinse sia Xavier Rhodes che Chris Cook al forfait, Steeples ebbe modo di debuttare in NFL giocando solo alcuni snap e senza mettere statistiche a referto. Il 21 dicembre fu in seguito svincolato per poi essere nuovamente inserito nella squadra di allenamento tre giorni dopo.
Il 25 agosto 2014 fu quindi svincolato da Minnesota a seguito dei tagli a roster previsti prima dell'inizio della stagione regolare.

### Kansas City Chiefs
Il 9 settembre venne ingaggiato dai Kansas City Chiefs, ma venne svincolato dopo appena 8 giorni.

### Dallas Cowboys
Il 18 novembre fu ingaggiato dai Dallas Cowboys nella loro squadra di allenamento.

## Vittorie e premi
- Nessuno

## Statistiche
| Partite totali      | 2 |
| Partite da titolare | 0 |
| Tackle              | 0 |
| Intercetti          | 0 |